# Tour della nazionale maschile di rugby a 15 del Galles 1969
Il Grande GAlles che dominerà al scena rugbistica Europea sino a metà anni '70 si reca in tour, fresca del titolo vinto nel Cinque Nazioni.
JPR Williams, Barry John Phil Bennett e Gareth Edwards ottengono un'importante vittoria in Australia.

## Risultati Principali
| Arbitro: | Sinnot |

| |            | |
| mete: Sikivou, Turagacoko trasf.: Raitilava c.p.: Raitilava | Marcatori  | mete: Hughes 3, Richards, Taylor 2 trasf.: Jarrett 5 c.p.: Drop: JPR Williams |
| 15 Samu Naqelevuki 14 Asaeli Batibasaga, 11 George Sailosi 13 Lario Raitilava, 12 Senitiki Nasave 10 Jone Raikuna, 9 Semesa Sikivou 8 Sela Toga, 7 Epi Bolawaqatabu, 6 Peniasi Nasalo 5 Nasivi Ravouvou, 4 Ilaitia Tuisese 3 Jona Qoro Narisia, 2 Isoa Volavola, 1 Apisalome Turagacoko sostituti: 16 Suliasi Nacolai, | Formazioni | 15 JPR Williams 14 Gerald Davies, 11 Maurice Richards 13 John Dawes, 12 Keith Jarrett 10 Phil Bennett, 9 Gareth Edwards(c) 8 Dennis Hughes, 7 John Taylor, 6 Dai Morris 5 Delme Thomas, 4 Mervyn Davies 3 Barry Llewelyn, 2 Vic Perrins, 1 Denzil Williams |

| New Plymouth 27 maggio 1969 | Taranaki | 9 – 9 | Galles XV | Rugby Park |

| Arbitro: | J. P. Murphy |

| |            | |
| mete: Dick, Gray Lochore, McLeod trasf.: Mc Cormick 2 c.p.: Mc Cormick | Marcatori  | |
| 15 Fergie McCormick 14 Malcolm Dick, 11 Grahame Thorne 13 Bill Davis, 12 Ian MacRae 10 Earle Kirton, 9 Sid Going 8 Brian Lochore (c), 7 Ian Kirkpatrick, 6 Thomas Lister 5 Alan Smith, 4 Colin Meads 3 Jazz Muller, 2 Bruce McLeod, 1 Ken Gray | Formazioni | 15 JPR Williams 14 Stuart Watkins, 11 Maurice Richards 13 Keith Jarrett, 12 Gerald Davies 10 Barry John, 9 Gareth Edwards 8 Mervyn Davies, 7 John Taylor, 6 Dai Morris 5 Brian Thomas, 4 Brian Price (c) 3 John Lloyd, 2 Jeff Young, 1 Denzil Williams sostituti: 16 Norman Gale, |

| Dunedin 4 giugno 1969 | Otago | 9 – 27 | Galles XV | Carisbrook |

| Wellington 7 giugno 1969 | Wellington | 6 – 14 | Galles XV | Athletic Park |

| Arbitro: | J. Murphy |

| |            | |
| mete: Kirkpatrick MacRae, Skudder trasf.: McCormick 3 c.p.: McCormick 5 Drop: McCormick | Marcatori  | mete: Jarrett, Richards c.p.: Jarrett 2 |
| 15 Fergie McCormick 14 Malcolm Dick, 11 George Skudder 13 Bill Davis, 12 Ian MacRae 10 Earle Kirton, 9 Sid Going 8 Brian Lochore (c), 7 Ian Kirkpatrick, 6 Thomas Lister 5 Alan Smith, 4 Colin Meads 3 Ken Gray, 2 Bruce McLeod, 1 Alister Hopkinson | Formazioni | 15 JPR Williams 14 Gerald Davies, 11 Maurice Richards 13 Keith Jarrett, 12 John Dawes 10 Barry John, 9 Gareth Edwards 8 Mervyn Davies, 7 Dennis Hughes, 6 Dai Morris 5 Delme Thomas, 4 Brian Price (c) 3 Brian Thomas, 2 Norman Gale, 1 Denzil Williams sostituti: 16 Phil Bennett, 17 Ray Hopkins 18 Vic Perrins, 19 John Lloyd |

| Arbitro: | Ferguson |

| |            | |
| mete: McGill, Smith trasf.: McGill 2 c.p.: McGill 2 | Marcatori  | mete: TGR Davies, Morris, Taylor trasf.: Jarrett 2 c.p.: Jarrett 2 |
| 15 Arthur McGill 14 John Cole, 11 Terry Forman 13 Geoff Shaw, 12 Phil Smith 10 John Ballesty, 9 John Hipwell 8 Alan Skinner, 7 Hugh Rose, 6 Greg Davis (c) 5 Tony Abrahams, 4 Norman Reilly 3 Roy Prosser, 2 Paul Darveniza, 1 Jim Roxburgh | Formazioni | 15 JPR Williams 14 Gerald Davies, 11 Maurice Richards 13 Keith Jarrett, 12 John Dawes 10 Barry John, 9 Gareth Edwards 8 Mervyn Davies, 7 John Taylor, 6 Dai Morris 5 Delme Thomas, 4 Brian Price (c) 3 John Lloyd, 2 Norman Gale, 1 Denzil Williams |